# Mykoła Zujenko
Mykoła Mykołajowycz Zujenko (ukr. Микола Миколайович Зуєнко, ros. Николай Николаевич Зуенко, Nikołaj Nikołajewicz Zujenko; ur. 11 października 1972 w Woroszyłowgradzie) – ukraiński piłkarz, grający na pozycji obrońcy.

## Kariera piłkarska

### Kariera klubowa
Wychowanek klubu Zoria Ługańsk, w którym w 1989 rozpoczął karierę piłkarską. 7 marca 1992 roku debiutował w Wyszczej Lidze w meczu z Dniprem Dniepropetrowsk (0:2). Latem 1992 został zaproszony do Dynama Kijów. Na początku 2004 przeszedł do Metałurha Zaporoże, a latem przeniósł się do Nywy Winnica. W latach 1996–2002 bronił barw Prykarpattia Iwano-Frankowsk. W międzyczasie grał na wypożyczeniu w miejscowych zespołach FK Tyśmienica, Enerhetyk Bursztyn i Czornohora Iwano-Frankowsk. Latem 2002 został piłkarzem Desny Czernihów. Następnego lata zmienił klub na Techno-Centr Rohatyn. Na początku 2004 przeniósł się do Podilla Chmielnicki, po czym zakończył karierę piłkarską w kazachskim klubie Ordabasy Szymkent.

## Sukcesy i odznaczenia

### Sukcesy klubowe
- mistrz Ukrainy: 1993
- zdobywca Pucharu Ukrainy: 1993

### Odznaczenia
- nagrodzony tytułem Mistrza Sportu Ukrainy: 1993